# Стјуарти
Династија Стјуарт (енгл. Stuart) је била шкотска, касније и енглеска и ирска, а на крају британска и ирска краљевска династија. У почетку се звала Стеварт (енгл. Stewart), али то име је промењено под утицајем француског језика током боравка шкотске краљице Мери у Француској.
Стјуарти су били шкотска феудална породица која је од 12. века носила наследну титулу мајордома (енгл. steward) Шкотске. На престо су дошли 1371. када је шкотску круну понео Роберт II, син Валтера Стјуарта и Марјорије, ћерке шкотског краља Роберта I. Након њега још осам краљева из династије Стјуарт владало је Шкотском до 1603. када је Џејмс I преузео и круне Енглеске и Ирске као најближи рођак династије Тјудор. Од тада је па до 1707. владари из династије Стјуарт су владали као краљеви Енглеске, Шкотске и Ирске. До уједињења Енглеске и Шкотске у Краљевство Велику Британију дошло 1707. године је у време краљице Ане, која је била први и последњи владар Велике Британије из династије Стјуарт. Пошто је надживела сву своју децу Ану није имао ко да наследи, круна је по Акту о нагодби отишла Џорџу I из династије Хановер.

## Краљеви из династије Стјуарт

### Краљеви Шкотске
- Роберт II (1371-1390)
- Роберт III (1390-1406)
- Џејмс I (1406-1437)
- Џејмс II (1437-1460)
- Џејмс III (1460-1488)
- Џејмс IV (1488-1513)
- Џејмс V (1513-1542)
- Мери I (1542-1567)

### Краљеви Шкотске, Енглеске и Ирске
- Џејмс VI (1603-1625), краљ Шкотске од 1567.
- Чарлс I (1625-1649)
- Чарлс II (1660-1685)
- Џејмс II (1685-1688)
- Мери II са Вилијамом III (1689-1702)
- Ана (1702-1714, од 1707. краљица Велике Британије и Ирске)